# Arthopyrenia subcerasi
Arthopyrenia subcerasi är en lavart som först beskrevs av Vain., och fick sitt nu gällande namn av Alexander Zahlbruckner. Arthopyrenia subcerasi ingår i släktet Arthopyrenia och familjen Arthopyreniaceae.  Arten är reproducerande i Sverige. Inga underarter finns listade i Catalogue of Life.